# Marlboro Grand Prix of Miami 2000
Marlboro Grand Prix of Miami 2000 ett race som var den första deltävlingen i CART World Series säsongen 2000. Tävlingen kördes den 26 mars på Homestead-Miami Speedway i Homestead, Florida. Max Papis tog sin första vinst i CART, och han tyckte det var extra bra att den kom på en oval, som han aldrig hade tävlat på innan han kom till mästerskapet 1996. Roberto Moreno hade en lyckad debuttävling för Patrick Racing, och slutade tvåa, medan Paul Tracy slutade trea. Det var det första loppet som sändes i SVT:s treåriga satsning på CART. Loppet visades i ett halvtimmessammandrag. Orsaken till intresset i Sverige var att Kenny Bräck gjorde sin debut i serien. 1999 års vinnare av Indianapolis 500 tvingades dock bryta med en oljeläcka.

## Slutresultat
| Plats | Förare               | Team                     | Grid | Kvaltid |
| ----- | -------------------- | ------------------------ | ---- | ------- |
| 1     | Max Papis            | Team Rahal               | 13   | 26,432  |
| 2     | Roberto Moreno       | Patrick Racing           | 7    | 26,238  |
| 3     | Paul Tracy           | Team KOOL Green          | 17   | 26,643  |
| 4     | Jimmy Vasser         | Chip Ganassi Racing      | 10   | 26,283  |
| 5     | Patrick Carpentier   | Forsythe Racing          | 12   | 26,313  |
| 6     | Gil de Ferran        | Marlboro Team Penske     | 1    | 25,942  |
| 7     | Christian Fittipaldi | Newman/Haas Racing       | 9    | 26,275  |
| 8     | Shinji Nakano        | Walker Racing            | 15   | 26,524  |
| 9     | Alex Tagliani        | Forsythe Racing          | 4    | 26,114  |
| 10    | Tony Kanaan          | Mo Nunn Racing           | 14   | 26,486  |
| 11    | Dario Franchitti     | Team KOOL Green          | 22   | 26,802  |
| 12    | Cristiano da Matta   | PPI Motorsports          | 23   | 26,872  |
| 13    | Mark Blundell        | PacWest Racing           | 16   | 26,616  |
| 14    | Michel Jourdain Jr.  | Bettenhausen Motorsports | 21   | 26,791  |
| 15    | Norberto Fontana     | Della Penna Motorsports  | 19   | 26,774  |
| 16    | Maurício Gugelmin    | PacWest Racing           | 18   | 26,744  |
| 17    | Luiz Garcia Jr.      | Arciero Racing           | 25   | 30,006  |
| 18    | Kenny Bräck          | Team Rahal               | 5    | 26,146  |
| 19    | Oriol Servià         | PPI Motorsports          | 20   | 26,790  |
| 20    | Gualter Salles       | Dale Coyne Racing        | 11   | 26,284  |
| 21    | Adrián Fernández     | Patrick Racing           | 3    | 26,042  |
| 22    | Michael Andretti     | Newman/Haas Racing       | 6    | 26,175  |
| 23    | Juan Pablo Montoya   | Chip Ganassi Racing      | 2    | 25,948  |
| 24    | Takuya Kurosawa      | Dale Coyne Racing        | 24   | 27,163  |
| 25    | Hélio Castroneves    | Marlboro Team Penske     | 8    | 26,268  |